# World Team Cup 2011
Der Power Horse World Team Cup 2011 war ein Tennisturnier, das im Freien auf Sandplatz gespielt wurde. Es war die 34. Auflage des World Team Cup und Teil der 250er Serie der ATP World Tour 2011. Ausrichter war der Rochusclub in Düsseldorf vom 15. bis 21. Mai 2011.
Nachdem ARAG als Hauptsponsor für das Turnier 2011 nicht mehr zur Verfügung stand, wurde das Turnier zuerst für 2011 abgesagt. Im Januar 2011 wurde Power Horse als Neuer Hauptsponsor gefunden, so dass die Austragung 2011 gesichert war.
Vorjahressieger Argentinien, gewann in der roten Gruppe alle Spiele und zog ungeschlagen in das Finale ein.
Im Finale wurde Argentinien von Deutschland mit 2:1 bezwungen. Nach einem Zwischenstand von 1:1 nach den beiden Einzeln bezwangen Philipp Petzschner und Philipp Kohlschreiber im entscheidenden Doppel die Argentinier Juan Ignacio Chela und Máximo González mit 6:3 und 7:6 und sicherten Deutschland so zum fünften Mal den Titel des Mannschaftsweltmeisters im Tennis.

## Preisgelder und Weltranglistenpunkte
Es wurden den Teams die folgenden Preisgelder für das Erreichen der jeweiligen Gruppenplatzierung bzw. Runde ausgezahlt. Zusätzlich zur Teamwertung gab es für die Anzahl an Siegen im Doppel Preisgelder sowie für das Erreichen des Doppels im Finale.
| Team        | Team      | Team |
| Platzierung | Preisgeld |      |
| ----------- | --------- | ---- |
| 1. Platz    | 260.000 € |      |
| 2. Platz    | 168.000 € |      |
| 3.–4. Platz | 75.000 €  |      |
| 5.–6. Platz | 50.000 €  |      |
| 7.–8. Platz | 29.000 €  |      |

| Meiste Doppel-Siege | Meiste Doppel-Siege | Meiste Doppel-Siege |
| Platzierung         | Preisgeld           |                     |
| ------------------- | ------------------- | ------------------- |
| 1. Platz            | 10.700 €            |                     |
| 2. Platz            | 9.000 €             |                     |
| 3. Platz            | 6.200 €             |                     |
| 4. Platz            | 3.500 €             |                     |
| 5. Platz            | 1.800 €             |                     |
| 6. Platz            | 950 €               |                     |

| Bonus Doppel | Bonus Doppel | Bonus Doppel |
| Platzierung  | Preisgeld    |              |
| ------------ | ------------ | ------------ |
| Finalist     | 8.500 €      |              |

## Mannschaften

### Blaue Gruppe
| Deutschland                     |
| ------------------------------- |
| Florian Mayer (ATP 28)          |
| Philipp Kohlschreiber (ATP 45)  |
| Philipp Petzschner (ATP 76)     |
| Christopher Kas (ATP 47 Doppel) |

| Russland                 |
| ------------------------ |
| Michail Juschny (ATP 13) |
| Dmitri Tursunow (ATP 76) |
| Igor Andrejew (ATP 105)  |
| Wiktor Baluda (ATP 640)  |

| Serbien                       |
| ----------------------------- |
| Viktor Troicki (ATP 15)       |
| Janko Tipsarević (ATP 33)     |
| Dušan Lajović (ATP 295)       |
| Nenad Zimonjić (ATP 4 Doppel) |

| Spanien                       |
| ----------------------------- |
| Daniel Gimeno Traver (ATP 46) |
| Marcel Granollers (ATP 52)    |
| Marc López (ATP 24 Doppel)    |

### Rote Gruppe
| Argentinien                 |
| --------------------------- |
| Juan Mónaco (ATP 37)        |
| Juan Ignacio Chela (ATP 42) |
| Máximo González (ATP 83)    |

| Kasachstan                  |
| --------------------------- |
| Andrei Golubew (ATP 43)     |
| Michail Kukuschkin (ATP 62) |

| Schweden                         |
| -------------------------------- |
| Robin Söderling (ATP 5)          |
| Christian Lindell (ATP 326)      |
| Robert Lindstedt (ATP 22 Doppel) |
| Simon Aspelin (ATP 61 Doppel)    |

| Vereinigte Staaten   |
| -------------------- |
| Mardy Fish (ATP 11)  |
| Sam Querrey (ATP 25) |
| John Isner (ATP 35)  |

## Round Robin

### Blaue Gruppe

#### Tabelle
| Rang | Team        | Punkte | Matche | Sätze |
| ---- | ----------- | ------ | ------ | ----- |
| 1    | Deutschland | 2:1    | 6:3    | 13:9  |
| 2    | Serbien     | 2:1    | 4:5    | 10:11 |
| 3    | Russland    | 1:2    | 4:5    | 10:12 |
| 4    | Spanien     | 1:2    | 4:5    | 10:11 |

#### Ergebnisse
| \| Datum: 15./16. Mai 2011 \| |                        |                  |
| Serbien                       | Deutschland            | 0 : 3            |
| Viktor Troicki                | Florian Mayer          | 2:6, 2:6         |
| Janko Tipsarević              | Philipp Kohlschreiber  | 4:6, 6:75        |
| J. Tipsarević / N. Zimonjić   | C. Kas / P. Petzschner | 7:5, 3:6, [7:10] |
| Datum: 15./16. Mai 2011       |                        |                  |

| \| Datum: 15./16. Mai 2011 \| |                         |                |
| Spanien                       | Russland                | 1 : 2          |
| Marcel Granollers             | Michail Juschny         | 3:6, 4:6       |
| Daniel Gimeno Traver          | Igor Andrejew           | 5:7, 6:4, 6:76 |
| M. Granollers / M. López      | W. Baluda / D. Tursunow | 6:4, 6:2       |
| Datum: 15./16. Mai 2011       |                         |                |

| \| Datum: 17./18. Mai 2011 \| |                          |               |
| Deutschland                   | Spanien                  | 1 : 2         |
| Florian Mayer                 | Marcel Granollers        | 4:6, 6:4, 6:2 |
| Philipp Kohlschreiber         | Daniel Gimeno Traver     | 4:6, 6:2, 3:6 |
| C. Kas / P. Petzschner        | M. Granollers / M. López | 6:77, 3:6     |
| Datum: 17./18. Mai 2011       |                          |               |

| \| Datum: 17./18. Mai 2011 \| |                           |                  |
| Serbien                       | Russland                  | 2 : 1            |
| Viktor Troicki                | Michail Juschny           | 6:4, 6:4         |
| Dušan Lajović                 | Igor Andrejew             | 7:66, 6:1        |
| J. Tipsarević / V. Troicki    | I. Andrejew / D. Tursunow | 3:6, 6:4, [5:10] |
| Datum: 17./18. Mai 2011       |                           |                  |

| \| Datum: 19./20. Mai 2011 \| |                          |           |
| Serbien                       | Spanien                  | 2 : 1     |
| Viktor Troicki                | Marcel Granollers        | 6:4, 6:4  |
| Janko Tipsarević              | Daniel Gimeno Traver     | 7:65, 6:1 |
| D. Lajović / N. Zimonjić      | M. Granollers / M. López | 3:6, 1:6  |
| Datum: 19./20. Mai 2011       |                          |           |

| \| Datum: 19./20. Mai 2011 \| |                           |               |
| Deutschland                   | Russland                  | 2 : 1         |
| Philipp Kohlschreiber         | Michail Juschny           | 2:6, 6:3, 6:2 |
| Philipp Petzschner            | Igor Andrejew             | 6:2, 6:4      |
| F. Mayer / P. Petzschner      | I. Andrejew / D. Tursunow | 6:76, 4:6     |
| Datum: 19./20. Mai 2011       |                           |               |

### Rote Gruppe

#### Tabelle
| Rang | Team               | Punkte | Matche | Sätze |
| ---- | ------------------ | ------ | ------ | ----- |
| 1    | Argentinien        | 3:0    | 8:1    | 16:2  |
| 2    | Vereinigte Staaten | 2:1    | 4:5    | 10:11 |
| 3    | Schweden           | 1:2    | 4:5    | 9:12  |
| 4    | Kasachstan         | 0:3    | 2:7    | 5:15  |

#### Ergebnisse
| \| Datum: 15./16. Mai 2011 \| |                           |                   |
| Vereinigte Staaten            | Schweden                  | 2 : 1             |
| Sam Querrey                   | Robin Söderling           | 7:5, 5:7, 6:73    |
| John Isner                    | Christian Lindell         | 6:4, 6:1          |
| M. Fish / J. Isner            | S. Aspelin / R. Lindstedt | 4:6, 7:65, [10:4] |
| Datum: 15./16. Mai 2011       |                           |                   |

| \| Datum: 15./16. Mai 2011 \| |                            |          |
| Argentinien                   | Kasachstan                 | 3 : 0    |
| Juan Mónaco                   | Andrei Golubew             | 6:4, 6:0 |
| Juan Ignacio Chela            | Michail Kukuschkin         | 6:1, 6:2 |
| M. González / J. Mónaco       | A. Golubew / M. Kukuschkin | 6:4, 6:3 |
| Datum: 15./16. Mai 2011       |                            |          |

| \| Datum: 17./18. Mai 2011 \| |                            |               |
| Vereinigte Staaten            | Kasachstan                 | 2 : 1         |
| Mardy Fish                    | Andrei Golubew             | 6:4, 6:2      |
| Sam Querrey                   | Michail Kukuschkin         | 6:3, 5:7, 5:7 |
| M. Fish / J. Isner            | A. Golubew / M. Kukuschkin | 6:3, 7:610    |
| Datum: 17./18. Mai 2011       |                            |               |

| \| Datum: 17./18. Mai 2011 \| |                           |           |
| Argentinien                   | Schweden                  | 2 : 1     |
| Juan Ignacio Chela            | Christian Lindell         | 6:1, 6:1  |
| Máximo González               | Robin Söderling           | 1:6, 4:6  |
| J. I. Chela / J. Mónaco       | S. Aspelin / R. Lindstedt | 7:61, 6:0 |
| Datum: 17./18. Mai 2011       |                           |           |

| \| Datum: 19./20. Mai 2011 \| |                             |           |
| Vereinigte Staaten            | Argentinien                 | 0 : 3     |
| Mardy Fish                    | Juan Mónaco                 | 6:74, 5:7 |
| John Isner                    | Juan Ignacio Chela          | 1:6, 6:71 |
| J. Isner / S. Querrey         | Máximo González / J. Mónaco | 2:6, 4:6  |
| Datum: 19./20. Mai 2011       |                             |           |

| \| Datum: 19./20. Mai 2011 \| |                           |                 |
| Kasachstan                    | Schweden                  | 1 : 2           |
| Andrei Golubew                | Robin Söderling           | 7:64, 6:77, 3:6 |
| Michail Kukuschkin            | Christian Lindell         | 6:0, 6:1        |
| A. Golubew / M. Kukuschkin    | S. Aspelin / R. Lindstedt | 6:76, 1:6       |
| Datum: 19./20. Mai 2011       |                           |                 |

## Finalrunde
| \| Datum: 1./1. Mai 2011 \|      |                           |           |
| Deutschland                      | Argentinien               | 2 : 1     |
| Florian Mayer                    | Juan Mónaco               | 7:64, 6:0 |
| Philipp Kohlschreiber            | Juan Ignacio Chela        | 4:6, 6:74 |
| P. Petzschner / P. Kohlschreiber | J. I. Chela / M. Gonzáles | 6:3, 7:65 |
| Datum: 1./1. Mai 2011            |                           |           |

| Sieger des Power Horse World Team Cup 2011 |
| ------------------------------------------ |
| Deutschland                                |